# Edoardo Mortara
Edoardo Mortara (* 12. Januar 1987 in Genf, Schweiz) ist ein italienisch-französisch-schweizerischer Automobilrennfahrer.
Mortara hat sowohl die schweizerische, italienische, als auch die französische Staatsbürgerschaft, startet aber mit Schweizer Lizenz. 2010 gewann er den Meistertitel der Formel-3-Euroserie. 2009 und 2010 entschied er den Macau Grand Prix für sich. Von 2011 bis 2018 startete er in der DTM. Seine beste Gesamtplatzierung war der zweite Platz 2016. Seit der Saison Saison 2017/18 fährt er in der Formel E.

## Karriere

### Anfänge (2000–2006)
Wie viele andere Rennfahrer begann auch Mortara seine Motorsportkarriere im Kartsport, den er von 2000 bis 2005 professionell ausübte.
2006 startete Mortara sowohl in der italienischen Formel Renault, in der er Vierter der Gesamtwertung wurde, als auch im Formel Renault 2.0 Eurocup, in dem er 22. in der Gesamtwertung wurde.

### Formel-3-Euroserie und GP2-Serie (2007–2010)

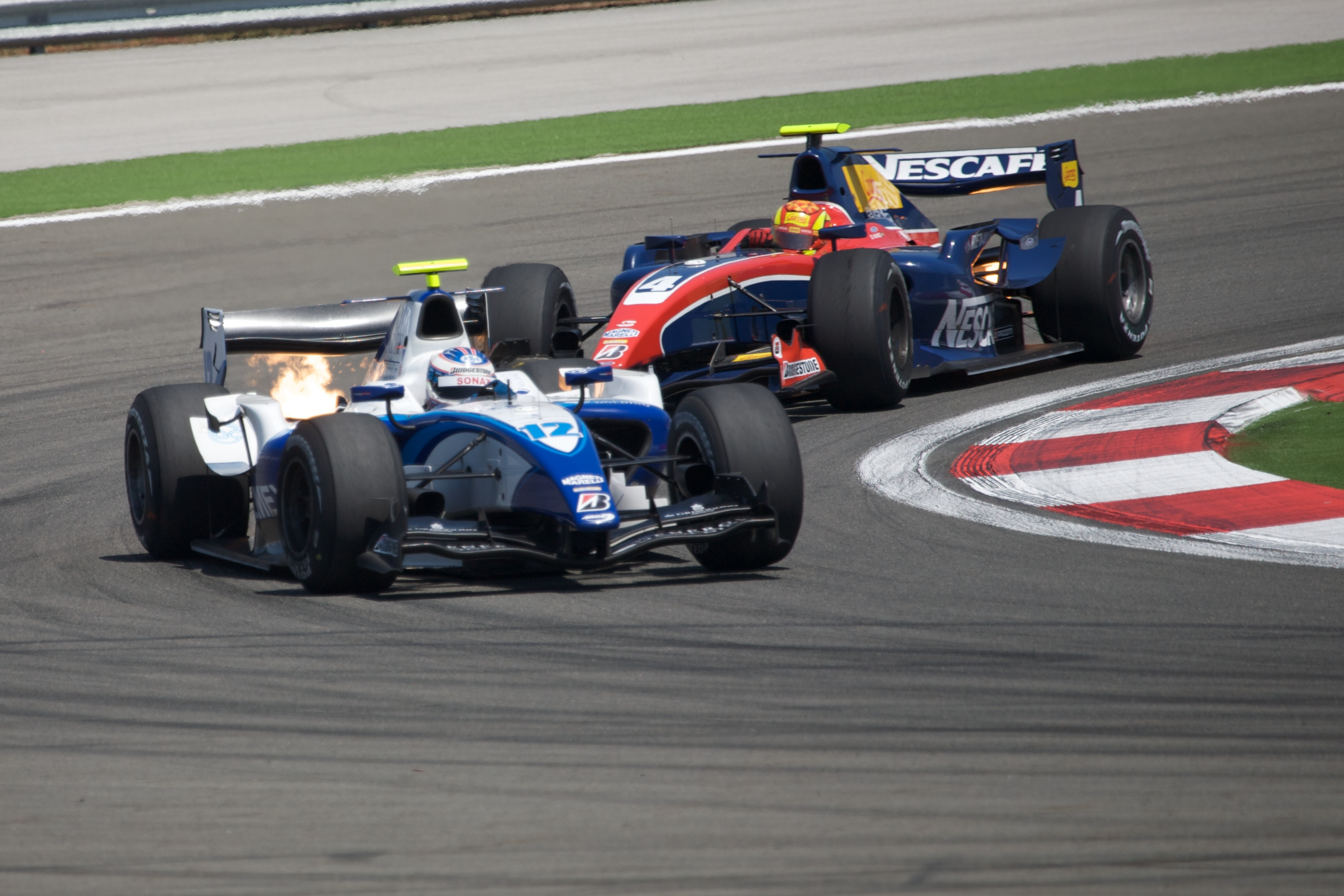
Mortara (vorne) beim Rennen der GP2-Serie in Istanbul

2007 wechselte er in die Formel-3-Euroserie, in der er für das französische Signature-Plus Team startete. Mortara gewann je ein Rennen in Brands Hatch und auf dem Circuit de Catalunya. Am Ende belegte er Platz acht in der Gesamtwertung und war zudem bester Neueinsteiger.
2008 startete Mortara erneut für Signature-Plus, die nun als eines von zwei Teams mit Volkswagen-Motoren fuhren. Obwohl er nur ein Rennen in Pau gewann, wurde Mortara Vizemeister der Serie hinter Nico Hülkenberg. Mortara war der beste Pilot, der mit Volkswagen-Motoren gefahren ist.
Anfang 2009 wurde Mortara von Arden International für die laufende Saison der GP2-Asia-Serie als Ersatz für Renger van der Zande verpflichtet. Mortara, der wie sein ehemaliger Formel-3-Rivale Hülkenberg bei dem Rennen in Sachir debütierte, wurde in seinem ersten Rennen Dritter und holte die ersten Punkte für Arden. Er belegt in der Gesamtwertung den elften Platz. In der europäischen Hauptserie der GP2 ging Mortara 2009 zusammen mit Sergio Pérez für Arden International an den Start. Mortara startete mit einem guten Debüt in Barcelona in die neue Saison: Nach Platz sechs im Haupt- gewann er das Sprintrennen. Da er im weiteren Saisonverlauf nur noch gelegentlich Punkte holte, belegte er am Saisonende den 14. Gesamtrang. Im November gewann er den prestigeträchtigen Macau Grand Prix. Außerdem nahm er an einigen Rennen der Formel Renault 3.5 teil und absolvierte Gaststarts in der Formel-3-Euroserie.
2010 erhielt Mortara kein Cockpit in der GP2-Serie und entschloss sich, in die Formel-3-Euroserie zurückzukehren. Er startete erneut für den mit Volkswagen-Motoren ausgerüsteten Rennstall Signature. Mortara gewann sieben Rennen und stand bei den ersten acht Rennen nur einmal nicht auf dem Podest. Drei Rennen vor Saisonende sicherte er sich vorzeitig den Meistertitel. Im November nahm er für Signature erneut am Macau Grand Prix teil. Dabei schaffte Mortara es den Sieg aus dem Vorjahr zu wiederholen. Er wurde damit zum ersten Piloten, der den Sieg verteidigte und das seit 1983 ausgetragene Rennen zweimal gewann.

### DTM (2011–2018)

#### Team Rosberg (2011–2013)

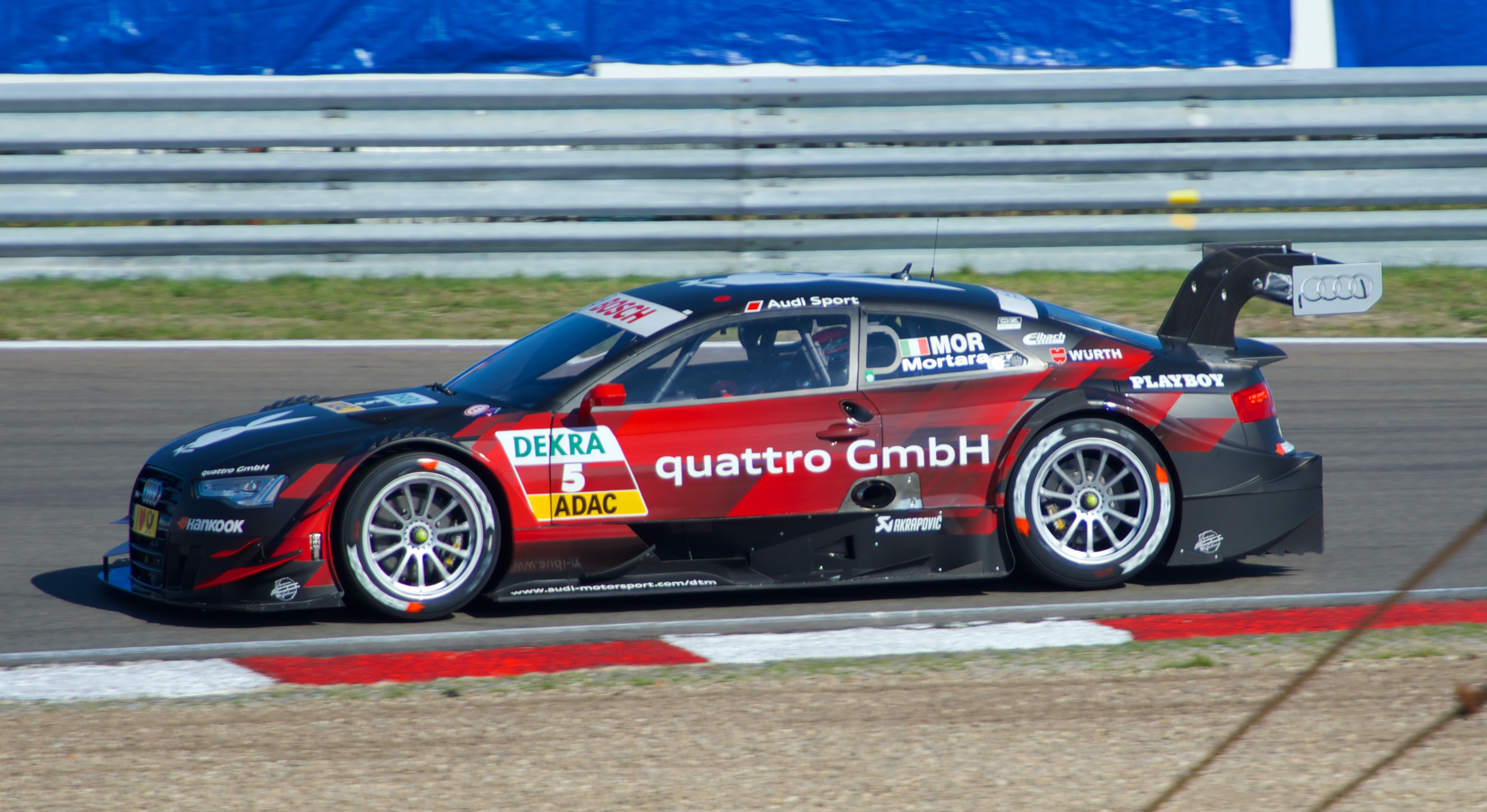
Mortara 2013 in Zandvoort

2011 verließ Mortara den Formelsport und wechselte zum Team Rosberg in die DTM. Dort wurde er Teamkollege von Filipe Albuquerque. In seinem zweiten Rennen in Zandvoort erzielte er als Sechster seine ersten DTM-Punkte. Ein Rennen später in Spielberg qualifizierte Mortara sich für die vierte Startposition. Im Rennen war er nach einer Startkollision mit Maro Engel jedoch schon direkt nach dem Start ohne Punktechancen. Er beendete das Rennen auf dem 16. Platz. In Brands Hatch erzielte Mortara als Dritter seine erste Podest-Platzierung. Ein Rennen später in Oschersleben wiederholte er dieses Resultat. Am Saisonende lag er als bester Neuling auf dem neunten Platz der Meisterschaft. Außerdem gewann er ein DTM-Showrennen im Olympiastadion München. Nach Abschluss der DTM-Saison nahm Mortara erfolgreich an zwei asiatischen Rennen teil. Zunächst entschied er zusammen mit Alexandre Imperatori und Darryl O’Young die GTC-Klasse beim ILMC-Rennen in Zhuhai für sich. Eine Woche später gewann er dominierend den GT-Cup in Macao. Es war klassenübergreifend sein dritter Sieg auf dem Guia Circuit.
2012 blieben Albuquerque und Mortara beim Team Rosberg in der DTM. Sein Rennstall setzte in der Saison mit dem Audi A5 DTM ein aktuelles Modell ein. Beim vierten Rennen in Spielberg erzielte er seinen ersten DTM-Sieg. Drei Rennen später gewann er auch in Zandvoort. Mortara beendete die Saison auf dem fünften Gesamtrang. Er war 2012 der einzige Audi-Pilot, der ein Rennen gewann. Darüber hinaus absolvierte er zwei Gaststarts im Audi R8 LMS Cup China, bei denen er jeweils als Erster ins Ziel kam, und er gewann erneut den GT-Cup in Macao. Außerdem nahm Mortara für Lotus an einem Formel-1-Testtag teil. Damit debütierte er im Formel-1-Auto.
2013 bestritt Mortara – erneut an der Seite von Albuquerque – seine dritte DTM-Saison für das Team Rosberg. Ein neunter Platz war sein bestes Ergebnis. Als schlechtester Audi-Pilot erreichte er den 21. Platz in der Fahrerwertung. Auch in diesem Jahr kam er als Gaststarter im chinesischen Audi R8 LMS Cup als Erster ins Ziel und gewann den GT-Cup in Macao. Außerdem nahm er an drei Rennen der Rolex Sports Car Series teil und gewann dabei einmal die GT-Klasse.

#### Team Abt Sportsline (2014–2016)

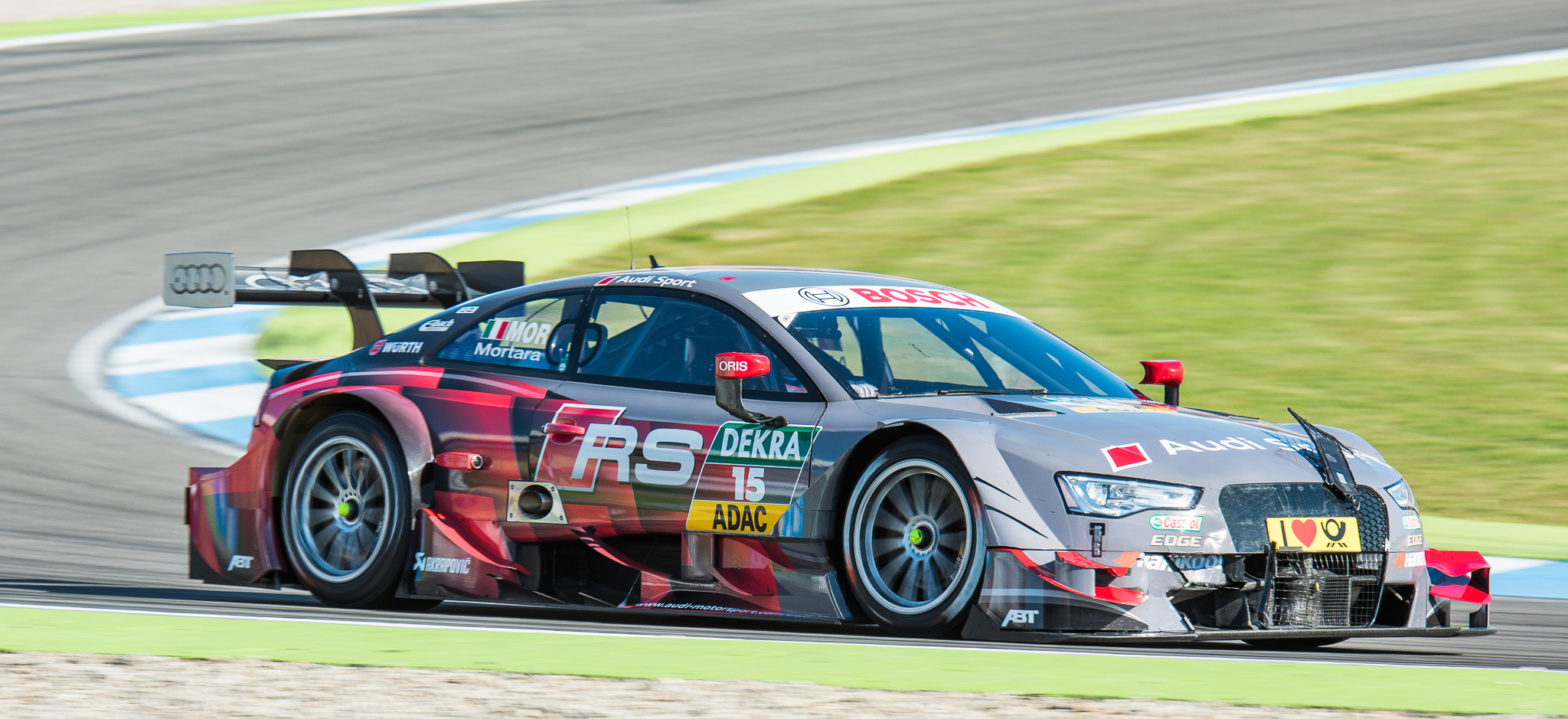
Edoardo Mortara beim Saisonfinale der DTM 2014 in Hockenheim

Zur Saison 2014 wechselte Mortara innerhalb der Audi-DTM-Teams zu Abt und wurde Teamkollege von Adrien Tambay. Bereits beim zweiten Saisonrennen in Motorsport Arena Oschersleben fuhr er als Dritter aufs Podest. Mit einer weiteren Podest-Platzierung verbesserte er sich im Vergleich zum Vorjahr auf den fünften Platz im Gesamtklassement.
2015 trat Mortara erneut für Abt in der DTM an. Als Startnummer wählte er die 48. Auch Tambay blieb bei Abt. Er gewann ein Rennen in Spielberg und stand bei fünf weiteren Rennen auf dem Podium. Er wurde Vierter in der Fahrerwertung. Des Weiteren fuhr er zwei Rennen in der Blancpain Endurance Series und er gewann zwei von drei Rennen des chinesischen Audi R8 LMS Cups.
In der DTM-Saison 2016 ging Mortara wieder für Abt an den Start. Mit Mattias Ekström erhielt er einen neuen Teamkollegen, der am letzten Rennwochenende durch Mike Rockenfeller ersetzt wurde. Er gewann den Saisonauftakt in Hockenheim, in Nürnberg, auf dem Nürburgring, in Mogyoród und das Saisonfinale in Hockenheim. Mit fünf Siegen hatte kein Fahrer mehr Rennen für sich entschieden wie er. Dennoch unterlag er in der Gesamtwertung mit 202 zu 206 Punkten knapp Marco Wittmann und wurde Gesamtzweiter.

#### HWA (2017–2018)
Nach sechs Saisons bei Audi wechselte Mortara vor der Saison 2017 zu Mercedes, wo er ein Cockpit bei HWA erhielt. In Nürnberg erzielte er als Dritter seine einzige Podiumsplatzierung der Saison und wurde mit 61 Wertungspunkten 14. der Gesamtwertung.
2018 blieb er bei HWA. Am Lausitzring erreichte er seinen ersten DTM-Tagessieg seit seinem Wechsel zu Mercedes. In Nürnberg erzielte er am Samstag seinen zweiten Saisonsieg. Im Sonntagsrennen gelang ihm mit dem zweiten Platz sein drittes Podium der Saison. In Misano platzierte er sich als Dritter des Samstag- beziehungsweise Dritter des Sonntagrennens zwei weitere Male auf dem Podest. Am Ende der Saison belegte Mortara den sechsten Rang in der Fahrerwertung.

### FIA-Formel-E-Weltmeisterschaft (seit 2017)

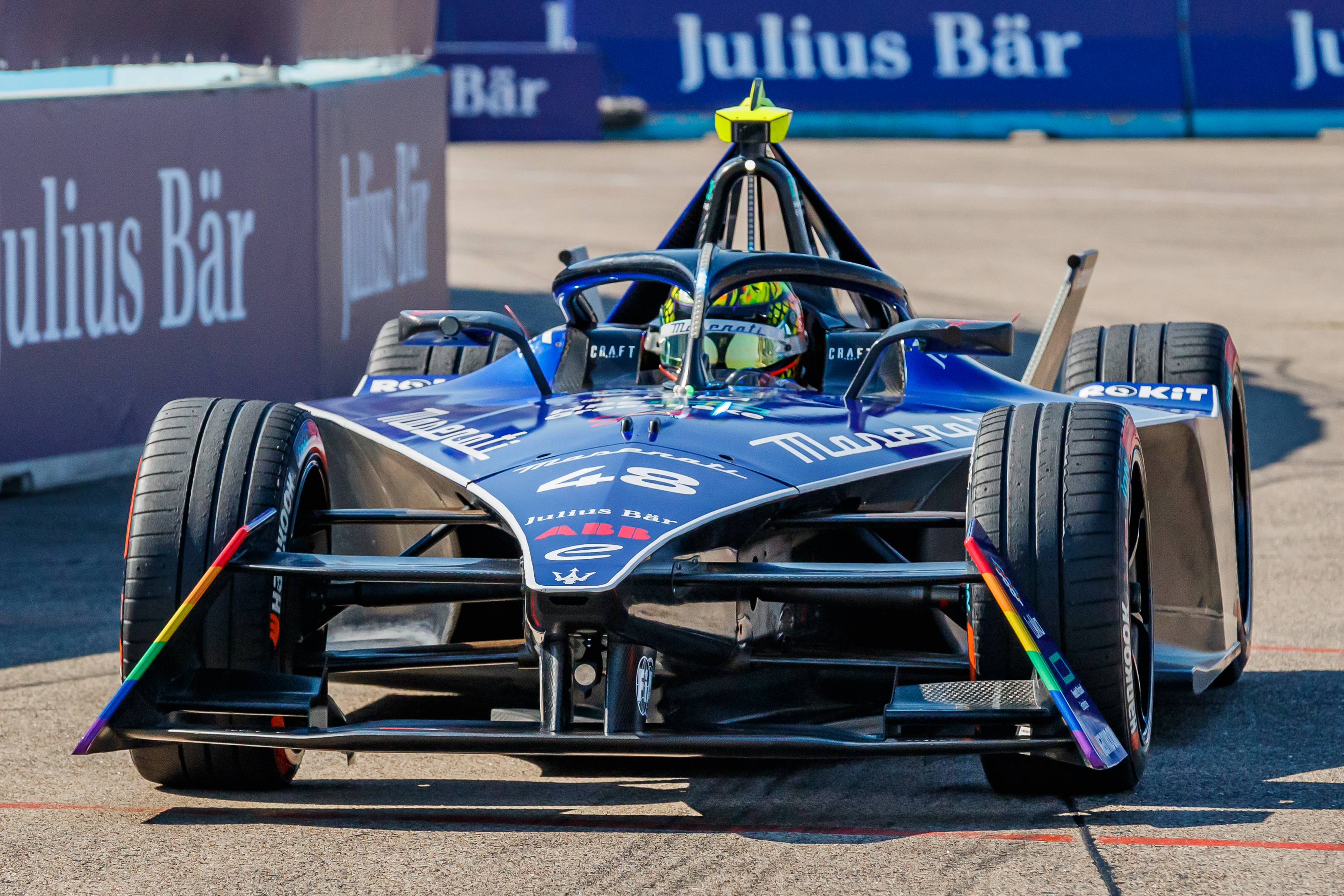
Edoardo Mortara beim Berlin ePrix 2023

Parallel zu seinem Engagement in der DTM ging Mortara in der Saison 2017/18 für das Venturi Formula E Team in der FIA-Formel-E-Meisterschaft an den Start. Beim zweiten Rennen des Hongkong E-Prix 2017 erzielte er als Zweiter seine erste Podiumsplatzierung. Beim Berlin E-Prix und beim New York City E-Prix wurde er wegen der jeweils gleichzeitig stattfindenden Rennwochenenden am Lausitzring beziehungsweise in Zandvoort durch Tom Dillmann vertreten. Am Saisonende belegte er den 13. Platz in der Gesamtwertung.
2018/19 wechselte Mortara endgültig in die FIA-Formel-E-Meisterschaft und verließ die DTM damit nach acht Jahren. Er trat für Venturi an. Beim Hongkong E-Prix gelang ihm sein erster Sieg, es war auch der erste Sieg für das Team. Am Saisonende belegte er mit einer weiteren Podestplatzierung mit 52 Punkten den 14. Platz in der Fahrerwertung.
2022 wurde Mortara Gesamtdritter und fuhr mit vier Siegen die meisten aller Fahrer in dieser Saison.

## Persönliches
Mortara ist in der Schweiz aufgewachsen. Seine Mutter ist Französin, sein Vater Italiener. Er besaß von Geburt an die französische und italienische Staatsbürgerschaft. 2016 gab er die französische Staatsbürgerschaft ab und nahm die schweizerische neben der italienischen Staatsbürgerschaft als zweite Staatsangehörigkeit an. Er ist seit 2006 an der Université Institut de Finance et Management in Genf eingeschrieben und studiert Wirtschaftswissenschaften. 2012 erreichte er den Abschluss Bachelor of Business Administration.
Er ist seit 2014 mit Montserrat Retamal verheiratet. Die beiden sind Eltern einer 2016 geborenen Tochter.

## Statistik

### Karrierestationen
| - 2000–2005: Kartsport - 2006: Italienische Formel Renault (Platz 4) - 2006: Formel Renault 2.0 Eurocup (Platz 21) - 2007: Formel-3-Euroserie (Platz 8) - 2008: Formel-3-Euroserie (Platz 2) - 2009: GP2-Asia-Serie (Platz 11) - 2009: GP2-Serie (Platz 14) - 2009: Formel Renault 3.5 (Platz 24) - 2010: Formel-3-Euroserie (Meister) | - 2011: DTM (Platz 9) - 2012: DTM (Platz 5) - 2012: Formel 1 (Testfahrer) - 2013: DTM (Platz 21) - 2013: Rolex Sports Car Series, GT (Platz 23) - 2014: DTM (Platz 5) - 2015: DTM (Platz 4) - 2015: Blancpain Endurance Series, Pro (Platz 22) - 2015: Chinesischer Audi R8 LMS Cup (Platz 9) | - 2016: DTM (Platz 2) - 2017: DTM (Platz 14) - 2018: DTM (Platz 6) - 2018: Formel E (Platz 13) - 2019: Formel E (Platz 14) - 2020: Formel E (Platz 14) - 2021: Formel E (Platz 2) - 2022: Formel E (Platz 3) - 2023: Formel E |

### Einzelergebnisse in der Formel-3-Euroserie
| Saison | Team           | 1   | 2   | 3   | 4   | 5   | 6   | 7   | 8   | 9   | 10  | 11  | 12  | 13  | 14  | 15  | 16  | 17  | 18  | 19  | 20  | Punkte | Pos. |
| ------ | -------------- | --- | --- | --- | --- | --- | --- | --- | --- | --- | --- | --- | --- | --- | --- | --- | --- | --- | --- | --- | --- | ------ | ---- |
| 2007   | Signature-Plus | HO1 | HO1 | BRH | BRH | NOR | NOR | MAG | MAG | MUG | MUG | ZAN | ZAN | NÜR | NÜR | CAT | CAT | NOG | NOG | HO2 | HO2 | 37     | 8.   |
| 2007   | Signature-Plus | 6   | 8   | 8   | 1   | 3   | DNF | 16  | 12  | 9   | 18  | 14  | 9   | 22  | 11  | 1   | DNF | 6   | 8   | 6   | 2   | 37     | 8.   |
| 2008   | Signature-Plus | HO1 | HO1 | MUG | MUG | PAU | PAU | NOR | NOR | ZAN | ZAN | NÜR | NÜR | BRH | BRH | CAT | CAT | LMS | LMS | HO2 | HO2 | 49,5   | 2.   |
| 2008   | Signature-Plus | 3   | 3   | 4   | 3   | 2   | 1   | 4   | 3   | DNF | 21  | DNF | 23  | 4   | 4   | 9   | DNF | 9   | 14  | 12  | 6   | 49,5   | 2.   |
| 2010   | Signature-Plus | LEC | LEC | HO1 | HO1 | VAL | VAL | NOR | NOR | NÜR | NÜR | ZAN | ZAN | BRH | BRH | OSC | OSC | HO2 | HO2 |     |     | 101    | 1.   |
| 2010   | Signature-Plus | 1   | 2   | 2   | 3   | 1   | 6   | 1   | 3   | 1   | 6   | 1   | 11  | 1   | DNF | 6   | DNF | 1   | DSQ |     |     | 101    | 1.   |

| Legende  | Legende            | Legende                                                          |
| Farbe    | Abkürzung          | Bedeutung                                                        |
| -------- | ------------------ | ---------------------------------------------------------------- |
| Gold     | –                  | Sieg                                                             |
| Silber   | –                  | 2. Platz                                                         |
| Bronze   | –                  | 3. Platz                                                         |
| Grün     | –                  | Platzierung in den Punkten                                       |
| Blau     | –                  | Klassifiziert außerhalb der Punkteränge                          |
| Violett  | DNF                | Rennen nicht beendet (did not finish)                            |
| Violett  | NC                 | nicht klassifiziert (not classified)                             |
| Rot      | DNQ                | nicht qualifiziert (did not qualify)                             |
| Rot      | DNPQ               | in Vorqualifikation gescheitert (did not pre-qualify)            |
| Schwarz  | DSQ                | disqualifiziert (disqualified)                                   |
| Weiß     | DNS                | nicht am Start (did not start)                                   |
| Weiß     | WD                 | zurückgezogen (withdrawn)                                        |
| Hellblau | PO                 | nur am Training teilgenommen (practiced only)                    |
| Hellblau | TD                 | Freitags-Testfahrer (test driver)                                |
| ohne     | DNP                | nicht am Training teilgenommen (did not practice)                |
| ohne     | INJ                | verletzt oder krank (injured)                                    |
| ohne     | EX                 | ausgeschlossen (excluded)                                        |
| ohne     | DNA                | nicht erschienen (did not arrive)                                |
| ohne     | C                  | Rennen abgesagt (cancelled)                                      |
| ohne     | keine WM-Teilnahme |                                                                  |
| sonstige | P/fett             | Pole-Position                                                    |
| sonstige | 1/2/3/4/5/6/7/8    | Punktplatzierung im Sprint-/Qualifikationsrennen                 |
| sonstige | SR/kursiv          | Schnellste Rennrunde                                             |
| sonstige | *                  | nicht im Ziel, aufgrund der zurückgelegten Distanz aber gewertet |
| sonstige | ()                 | Streichresultate                                                 |
| sonstige | unterstrichen      | Führender in der Gesamtwertung                                   |

### Einzelergebnisse in der GP2-Asia-Serie
| Saison  | Team                | 1   | 2   | 3   | 4   | 5   | 6   | 7   | 8   | 9   | 10  | 11  | 12  | Punkte | Pos. |
| ------- | ------------------- | --- | --- | --- | --- | --- | --- | --- | --- | --- | --- | --- | --- | ------ | ---- |
| 2008/09 | Arden International | CHN | CHN | UAE | UAE | BRN | BRN | QAT | QAT | MAS | MAS | BRN | BRN | 11     | 11.  |
| 2008/09 | Arden International |     |     |     |     | 3   | 8   | 7   | 4   | DNF | 17  | DNF | 16  | 11     | 11.  |

| Legende  | Legende            | Legende                                                          |
| Farbe    | Abkürzung          | Bedeutung                                                        |
| -------- | ------------------ | ---------------------------------------------------------------- |
| Gold     | –                  | Sieg                                                             |
| Silber   | –                  | 2. Platz                                                         |
| Bronze   | –                  | 3. Platz                                                         |
| Grün     | –                  | Platzierung in den Punkten                                       |
| Blau     | –                  | Klassifiziert außerhalb der Punkteränge                          |
| Violett  | DNF                | Rennen nicht beendet (did not finish)                            |
| Violett  | NC                 | nicht klassifiziert (not classified)                             |
| Rot      | DNQ                | nicht qualifiziert (did not qualify)                             |
| Rot      | DNPQ               | in Vorqualifikation gescheitert (did not pre-qualify)            |
| Schwarz  | DSQ                | disqualifiziert (disqualified)                                   |
| Weiß     | DNS                | nicht am Start (did not start)                                   |
| Weiß     | WD                 | zurückgezogen (withdrawn)                                        |
| Hellblau | PO                 | nur am Training teilgenommen (practiced only)                    |
| Hellblau | TD                 | Freitags-Testfahrer (test driver)                                |
| ohne     | DNP                | nicht am Training teilgenommen (did not practice)                |
| ohne     | INJ                | verletzt oder krank (injured)                                    |
| ohne     | EX                 | ausgeschlossen (excluded)                                        |
| ohne     | DNA                | nicht erschienen (did not arrive)                                |
| ohne     | C                  | Rennen abgesagt (cancelled)                                      |
| ohne     | keine WM-Teilnahme |                                                                  |
| sonstige | P/fett             | Pole-Position                                                    |
| sonstige | 1/2/3/4/5/6/7/8    | Punktplatzierung im Sprint-/Qualifikationsrennen                 |
| sonstige | SR/kursiv          | Schnellste Rennrunde                                             |
| sonstige | *                  | nicht im Ziel, aufgrund der zurückgelegten Distanz aber gewertet |
| sonstige | ()                 | Streichresultate                                                 |
| sonstige | unterstrichen      | Führender in der Gesamtwertung                                   |

### Einzelergebnisse in der GP2-Serie
| Saison | Team                | 1   | 2   | 3   | 4   | 5   | 6   | 7   | 8   | 9   | 10  | 11  | 12  | 13  | 14  | 15  | 16  | 17  | 18  | 19  | 20  | Punkte | Pos. |
| ------ | ------------------- | --- | --- | --- | --- | --- | --- | --- | --- | --- | --- | --- | --- | --- | --- | --- | --- | --- | --- | --- | --- | ------ | ---- |
| 2009   | Arden International | ESP | ESP | MON | MON | TUR | TUR | GBR | GBR | GER | GER | HUN | HUN | EUR | EUR | BEL | BEL | ITA | ITA | POR | POR | 19     | 14.  |
| 2009   | Arden International | 6   | 1   | DNF | 13  | DNF | 9   | DNF | DNF | 17  | DNF | 12  | 14  | 6   | 12  | 8   | DNF | 5   | DNF | DNF | 8   | 19     | 14.  |

| Legende  | Legende            | Legende                                                          |
| Farbe    | Abkürzung          | Bedeutung                                                        |
| -------- | ------------------ | ---------------------------------------------------------------- |
| Gold     | –                  | Sieg                                                             |
| Silber   | –                  | 2. Platz                                                         |
| Bronze   | –                  | 3. Platz                                                         |
| Grün     | –                  | Platzierung in den Punkten                                       |
| Blau     | –                  | Klassifiziert außerhalb der Punkteränge                          |
| Violett  | DNF                | Rennen nicht beendet (did not finish)                            |
| Violett  | NC                 | nicht klassifiziert (not classified)                             |
| Rot      | DNQ                | nicht qualifiziert (did not qualify)                             |
| Rot      | DNPQ               | in Vorqualifikation gescheitert (did not pre-qualify)            |
| Schwarz  | DSQ                | disqualifiziert (disqualified)                                   |
| Weiß     | DNS                | nicht am Start (did not start)                                   |
| Weiß     | WD                 | zurückgezogen (withdrawn)                                        |
| Hellblau | PO                 | nur am Training teilgenommen (practiced only)                    |
| Hellblau | TD                 | Freitags-Testfahrer (test driver)                                |
| ohne     | DNP                | nicht am Training teilgenommen (did not practice)                |
| ohne     | INJ                | verletzt oder krank (injured)                                    |
| ohne     | EX                 | ausgeschlossen (excluded)                                        |
| ohne     | DNA                | nicht erschienen (did not arrive)                                |
| ohne     | C                  | Rennen abgesagt (cancelled)                                      |
| ohne     | keine WM-Teilnahme |                                                                  |
| sonstige | P/fett             | Pole-Position                                                    |
| sonstige | 1/2/3/4/5/6/7/8    | Punktplatzierung im Sprint-/Qualifikationsrennen                 |
| sonstige | SR/kursiv          | Schnellste Rennrunde                                             |
| sonstige | *                  | nicht im Ziel, aufgrund der zurückgelegten Distanz aber gewertet |
| sonstige | ()                 | Streichresultate                                                 |
| sonstige | unterstrichen      | Führender in der Gesamtwertung                                   |

### Einzelergebnisse in der Formel Renault 3.5
| Saison | Team       | 1   | 2   | 3   | 4   | 5   | 6   | 7   | 8   | 9   | 10  | 11  | 12  | 13  | 14  | 15  | 16  | 17  | Punkte | Pos. |
| ------ | ---------- | --- | --- | --- | --- | --- | --- | --- | --- | --- | --- | --- | --- | --- | --- | --- | --- | --- | ------ | ---- |
| 2009   | SG Formula | CAT | CAT | SPA | SPA | MON | HUN | HUN | SIL | SIL | BUG | BUG | ALG | ALG | NÜR | NÜR | ALC | ALC | 6      | 24.  |
| 2009   | SG Formula |     |     |     |     |     | 21  | DNF |     |     | DNF | 6*  |     |     |     |     |     |     | 6      | 24.  |

| Legende  | Legende            | Legende                                                          |
| Farbe    | Abkürzung          | Bedeutung                                                        |
| -------- | ------------------ | ---------------------------------------------------------------- |
| Gold     | –                  | Sieg                                                             |
| Silber   | –                  | 2. Platz                                                         |
| Bronze   | –                  | 3. Platz                                                         |
| Grün     | –                  | Platzierung in den Punkten                                       |
| Blau     | –                  | Klassifiziert außerhalb der Punkteränge                          |
| Violett  | DNF                | Rennen nicht beendet (did not finish)                            |
| Violett  | NC                 | nicht klassifiziert (not classified)                             |
| Rot      | DNQ                | nicht qualifiziert (did not qualify)                             |
| Rot      | DNPQ               | in Vorqualifikation gescheitert (did not pre-qualify)            |
| Schwarz  | DSQ                | disqualifiziert (disqualified)                                   |
| Weiß     | DNS                | nicht am Start (did not start)                                   |
| Weiß     | WD                 | zurückgezogen (withdrawn)                                        |
| Hellblau | PO                 | nur am Training teilgenommen (practiced only)                    |
| Hellblau | TD                 | Freitags-Testfahrer (test driver)                                |
| ohne     | DNP                | nicht am Training teilgenommen (did not practice)                |
| ohne     | INJ                | verletzt oder krank (injured)                                    |
| ohne     | EX                 | ausgeschlossen (excluded)                                        |
| ohne     | DNA                | nicht erschienen (did not arrive)                                |
| ohne     | C                  | Rennen abgesagt (cancelled)                                      |
| ohne     | keine WM-Teilnahme |                                                                  |
| sonstige | P/fett             | Pole-Position                                                    |
| sonstige | 1/2/3/4/5/6/7/8    | Punktplatzierung im Sprint-/Qualifikationsrennen                 |
| sonstige | SR/kursiv          | Schnellste Rennrunde                                             |
| sonstige | *                  | nicht im Ziel, aufgrund der zurückgelegten Distanz aber gewertet |
| sonstige | ()                 | Streichresultate                                                 |
| sonstige | unterstrichen      | Führender in der Gesamtwertung                                   |

### Einzelergebnisse in der FIA-Formel-E-Weltmeisterschaft
| Jahr    | Team                   | 1   | 2   | 3   | 4   | 5   | 6   | 7   | 8   | 9   | 10  | 11  | 12   | 13   | 14   | 15    | 16  | Punkte | Rang |
| ------- | ---------------------- | --- | --- | --- | --- | --- | --- | --- | --- | --- | --- | --- | ---- | ---- | ---- | ----- | --- | ------ | ---- |
| 2017/18 | Venturi Formula E Team | HKG | HKG | MAR | SAN | MEX | PUN | ROM | PAR | BER | ZÜR | NYC | NYC  |      |      |       |     | 29     | 13.  |
| 2017/18 | Venturi Formula E Team | 7   | 2   | DNF | 13  | 8   | 17  | 10  | 13  |     | DNF |     |      |      |      |       |     | 29     | 13.  |
| 2018/19 | Venturi Formula E Team | DIR | MAR | SAN | MEX | HKG | SAY | ROM | PAR | MCO | BER | BRN | NYC  | NYC  |      |       |     | 52     | 14.  |
| 2018/19 | Venturi Formula E Team | 19  | 13  | 4   | 3   | 1   | 13  | DNF | DNF | DNF | 11  | DNF | DNF  | DNF  |      |       |     | 52     | 14.  |
| 2019/20 | ROKiT Venturi Racing   | DIR | DIR | SAN | MEX | MAR | BER | BER | BER | BER | BER | BER |      |      |      |       |     | 41     | 14.  |
| 2019/20 | ROKiT Venturi Racing   | 7   | 4   | DNF | 8   | 5   | 17  | 8   | 14  | 14  | 8   | 10  |      |      |      |       |     | 41     | 14.  |
| 2020/21 | ROKiT Venturi Racing   | DIR | DIR | ROM | ROM | VAL | VAL | MCO | PUE | PUE | NYC | NYC | LON  | LON  | BER  | BER   |     | 92     | 2.   |
| 2020/21 | ROKiT Venturi Racing   | 2   | DNS | DNF | 4   | DNF | 9   | 12  | 3   | 1   | 14  | 17  | 8    | 11   | 2    | DNF   |     | 92     | 2.   |
| 2021/22 | ROKiT Venturi Racing   | DIR | DIR | MEX | ROM | ROM | MCO | BER | BER | JAK | MAR | NYC | NYC  | LON  | LON  | SEO   | SEO | 169    | 3.   |
| 2021/22 | ROKiT Venturi Racing   | 6   | 1   | 5   | 7   | DNF | DNF | 1   | 2   | 3   | °1° | °9° | °10° | °18° | °13° | °DNF° | °1° | 169    | 3.   |
| 2022/23 | Maserati MSG Racing    | MEX | DIR | DIR | HYD | CAP | SAP | BER | BER | MCO | JAK | JAK | POR  | ROM  | ROM  | LON   | LON | 39     | 14.  |
| 2022/23 | Maserati MSG Racing    | DNF | DNF | 9   | 10  | DNF | DNF | 9   | DNF | 11  | 6   | 8   | DNF  | DNF  | 4    | 5     | 11  | 39     | 14.  |

| Legende                      | Legende       | Legende                                                                 |
| Farbe                        | Abkürzung     | Bedeutung                                                               |
| ---------------------------- | ------------- | ----------------------------------------------------------------------- |
| Gold                         | —             | Sieger                                                                  |
| Silber                       | —             | 2. Platz                                                                |
| Bronze                       | —             | 3. Platz                                                                |
| Grün                         | —             | Platzierung in den Punkten                                              |
| Blau                         | —             | Klassifiziert außerhalb der Punkteränge                                 |
| Violett                      | DNF           | Rennen nicht beendet                                                    |
| Violett                      | NC            | nicht klassifiziert                                                     |
| Rot                          | DNQ           | nicht qualifiziert                                                      |
| Schwarz                      | DSQ           | disqualifiziert                                                         |
| Weiß                         | DNS           | nicht am Start                                                          |
| Weiß                         | WD            | zurückgezogen                                                           |
| Weiß                         | C             | Rennen abgesagt                                                         |
| Blanko                       |               | nicht teilgenommen                                                      |
| Blanko                       | DNP           | gemeldet, aber nicht teilgenommen                                       |
| Blanko                       | INJ           | verletzt oder krank                                                     |
| Blanko                       | EX            | ausgeschlossen                                                          |
| sonstige Formate und Zeichen | P/fett        | Pole-Position                                                           |
| sonstige Formate und Zeichen | kursiv        | Schnellste Rennrunde (ab 2017/18: Schnellste Rennrunde der ersten Zehn) |
| sonstige Formate und Zeichen | unterstrichen | Führender in der Gesamtwertung                                          |
| sonstige Formate und Zeichen | °             | FanBoost                                                                |
| sonstige Formate und Zeichen | *             | nicht im Ziel, aufgrund der zurückgelegten Distanz aber gewertet        |
| sonstige Formate und Zeichen | ( )           | Streichresultat                                                         |

### Le-Mans-Ergebnisse
| Jahr | Team                  | Fahrzeug         | Teamkollege       | Teamkollege      | Platzierung | Ausfallgrund |
| ---- | --------------------- | ---------------- | ----------------- | ---------------- | ----------- | ------------ |
| 2024 | Lamborghini Iron Lynx | Lamborghini SC63 | ---- Daniil Kwjat | Mirko Bortolotti | Rang 10     |              |

### Einzelergebnisse in der FIA-Langstrecken-Weltmeisterschaft
| Saison | Team                  | Rennwagen        | 1   | 2   | 3   | 4   | 5   | 6   | 7   | 8   |
| ------ | --------------------- | ---------------- | --- | --- | --- | --- | --- | --- | --- | --- |
| 2024   | Lamborghini Iron Lynx | Lamborghini SC63 | KAT | IMO | SPA | LEM | SAO | AUS | FUJ | BAH |
| 2024   | Lamborghini Iron Lynx | Lamborghini SC63 | 13  | 12  |     | 10  | 17  | 14  | DNF | DNF |

### Statistik in der DTM
Diese Statistik umfasst alle Teilnahmen des Fahrers an der DTM.

#### Gesamtübersicht
| Saison | Team                    | Hersteller | Fahrzeug              | Rennen | Siege | Zweiter | Dritter | Poles | schn. Rennrunden | Punkte | Pos. |
| ------ | ----------------------- | ---------- | --------------------- | ------ | ----- | ------- | ------- | ----- | ---------------- | ------ | ---- |
| 2011   | Audi Sport Team Rosberg | Audi       | Audi A4 DTM 2008      | 10     | –     | –       | 2       | –     | –                | 21     | 9.   |
| 2012   | Audi Sport Team Rosberg | Audi       | Audi A5 DTM           | 10     | 2     | 1       | –       | 1     | –                | 82     | 5.   |
| 2013   | Audi Sport Team Rosberg | Audi       | Audi A5 DTM           | 10     | –     | –       | –       | –     | –                | 3      | 21.  |
| 2014   | Audi Sport Team Abt     | Audi       | Audi A5 DTM           | 10     | –     | –       | 2       | –     | –                | 68     | 5.   |
| 2015   | Audi Sport Team Abt     | Audi       | Audi A5 DTM           | 18     | 1     | 3       | 2       | 1     | 2                | 143    | 4.   |
| 2016   | Audi Sport Team Abt     | Audi       | Audi A5 DTM           | 18     | 5     | –       | 3       | 2     | 2                | 202    | 2.   |
| 2017   | HWA                     | Mercedes   | Mercedes-AMG C 63 DTM | 18     | –     | –       | 1       | –     | –                | 61     | 14.  |
| 2018   | HWA                     | Mercedes   | Mercedes-AMG C 63 DTM | 20     | 2     | 2       | 1       | 1     | 1                | 140    | 6.   |
| Gesamt | Gesamt                  | Gesamt     | Gesamt                | 114    | 10    | 6       | 11      | 5     | 5                | 720    |      |

#### Einzelergebnisse
| Saison | 1   | 2   | 3   | 4   | 5   | 6   | 7   | 8   | 9   | 10  | 11  | 12  | 13  | 14  | 15  | 16  | 17  | 18  | 19  | 20  |
| ------ | --- | --- | --- | --- | --- | --- | --- | --- | --- | --- | --- | --- | --- | --- | --- | --- | --- | --- | --- | --- |
| 2011   | HO1 | ZAN | SPI | LAU | NOR | NÜR | BRH | OSC | VAL | HO2 |     |     |     |     |     |     |     |     |     |     |
| 2011   | 14  | 6   | 16  | DNF | 5   | 7   | 3   | 3   | 16* | 13  |     |     |     |     |     |     |     |     |     |     |
| 2012   | HO1 | LAU | BRH | SPI | NOR | NÜR | ZAN | OSC | VAL | HO2 |     |     |     |     |     |     |     |     |     |     |
| 2012   | 11  | 8   | 9   | 1   | DNF | 2   | 1   | DNF | 16* | 6   |     |     |     |     |     |     |     |     |     |     |
| 2013   | HO1 | BRH | SPI | LAU | NOR | MOS | NÜR | OSC | ZAN | HO2 |     |     |     |     |     |     |     |     |     |     |
| 2013   | DNF | 21* | 15  | 9   | 17* | DNF | 12  | 10  | 16  | 15  |     |     |     |     |     |     |     |     |     |     |
| 2014   | HO1 | OSC | HUN | NOR | MOS | SPI | NÜR | LAU | ZAN | HO2 |     |     |     |     |     |     |     |     |     |     |
| 2014   | 22* | 3   | 4   | 4   | 9   | 16  | 3   | 16  | 4   | 22* |     |     |     |     |     |     |     |     |     |     |
| 2015   | HO1 | HO1 | LAU | LAU | NOR | NOR | ZAN | ZAN | SPI | SPI | MOS | MOS | OSC | OSC | NÜR | NÜR | HO2 | HO2 |     |     |
| 2015   | 4   | 2   | 2   | 5   | 11  | 15  | DNF | DNF | 1   | 3   | 6   | 8   | 19* | DNF | 2   | DNF | DNF | 3   |     |     |
| 2016   | HO1 | HO1 | SPI | SPI | LAU | LAU | NOR | NOR | ZAN | ZAN | MOS | MOS | NÜR | NÜR | HUN | HUN | HO2 | HO2 |     |     |
| 2016   | 1   | 11  | 3   | DNF | 8   | 12  | 1   | 8   | 17  | 3   | 8   | 6   | 4   | 1   | 1   | 19* | 3   | 1   |     |     |
| 2017   | HO1 | HO1 | LAU | LAU | HUN | HUN | NOR | NOR | MOS | MOS | ZAN | ZAN | NÜR | NÜR | SPI | SPI | HO2 | HO2 |     |     |
| 2017   | 43  | 13  | 7   | 11  | 9   | 11  | 8   | 3   | 13  | 10  | 12  | 12  | 7   | 16  | 9   | 17  | 5   | 9   |     |     |
| 2018   | HO1 | HO1 | LAU | LAU | HUN | HUN | NOR | NOR | ZAN | ZAN | BRH | BRH | MIS | MIS | NÜR | NÜR | SPI | SPI | HO2 | HO2 |
| 2018   | 4   | DNF | 1   | 11  | 5   | DSQ | 1   | 2   | 13  | 8   | 8   | 17  | 32  | 2   | 13  | 11  | 16  | 10  | 10  | 13  |

| \| Farbe \| Bedeutung \| \| ------------- \| --------------------------------------- \| \| Gold \| Sieger \| \| Silber \| 2. Platz \| \| Bronze \| 3. Platz \| \| Grün \| Platzierung in den Punkten \| \| Blau \| Klassifiziert außerhalb der Punkteränge \| \| Violett \| Rennen nicht beendet (DNF) \| \| Violett \| nicht klassifiziert (NC) \| \| Rot \| nicht qualifiziert (DNQ) \| \| Schwarz \| disqualifiziert (DSQ) \| \| Weiß \| nicht am Start (DNS) \| \| Weiß \| zurückgezogen (WD) \| \| Weiß \| Rennen abgesagt (C) \| \| ohne Farbe \| nicht am Training teilgenommen (DNP) \| \| ohne Farbe \| verletzt oder krank (INJ) \| \| ohne Farbe \| ausgeschlossen (EX) \| \| ohne Farbe \| nicht erschienen (DNA) \| \| fett \| Pole-Position \| \| kursiv \| Schnellste Rennrunde \| \| unterstrichen \| WM-Führung \| \| hochgestellt \| Platzierung im Sprintrennen \| | - Fett – Pole-Position - Kursiv – Schnellste Rennrunde - Unterstrichen – Gesamtführender - * – nicht im Ziel, aufgrund der zurückgelegten Distanz, aber gewertet - 1 – 3 Punkte für schnellste Qualifikationsrunde - 2 – 2 Punkte für zweitschnellste Qualifikationsrunde - 3 – 1 Punkt für drittschnellste Qualifikationsrunde |
| Farbe | Bedeutung |
| Gold | Sieger |
| Silber | 2. Platz |
| Bronze | 3. Platz |
| Grün | Platzierung in den Punkten |
| Blau | Klassifiziert außerhalb der Punkteränge |
| Violett | Rennen nicht beendet (DNF) |
| Violett | nicht klassifiziert (NC) |
| Rot | nicht qualifiziert (DNQ) |
| Schwarz | disqualifiziert (DSQ) |
| Weiß | nicht am Start (DNS) |
| Weiß | zurückgezogen (WD) |
| Weiß | Rennen abgesagt (C) |
| ohne Farbe | nicht am Training teilgenommen (DNP) |
| ohne Farbe | verletzt oder krank (INJ) |
| ohne Farbe | ausgeschlossen (EX) |
| ohne Farbe | nicht erschienen (DNA) |
| fett | Pole-Position |
| kursiv | Schnellste Rennrunde |
| unterstrichen | WM-Führung |
| hochgestellt | Platzierung im Sprintrennen |